# Корхаан блакитний
Корхаан блакитний (Eupodotis caerulescens) — вид птахів родини дрохвових (Otididae).

## Поширення
Вид поширений на сході Південно-Африканської Республіки та в Лесото. Трапляється на трав'янистих луках на висотах від 1500 до 3000 м над рівнем моря.

## Опис
Це відносно дрібний вид дрохви, завдовжки від 50 до 58 см, вагою 1,1-1,6 кг. Спина, крила та хвіст коричневі. Черево, груди та шия синьо-сірі. Верхівка голови чорна від чола до потилиці. Брова і лицьова маска білі, за винятком чорної напівкруглої плями, яка підкреслює око. Навколо шиї є чорне кільце, яке контрастує з білими щоками та горлом. Дзьоб сірий. Ноги тьмяно-жовті.

## Спосіб життя
Трапляється парами або сімейними групами до 6 птахів. Живиться комахами, дрібними хребетними, ягодами, квітами, травами. Гніздовий період розтягнутий, триває з вересня по червень, з піком між листопадом і березнем. Гніздо має вигляд невеликої ямки у землі під кущем або купкою трави. У кладці одне-три яйця. Інкубація триває 24-28 днів. Потомство залишається з батьками дуже тривалий період, іноді до двох років. Незважаючи на досить складну соціальну організацію та співпрацюючий спосіб відтворення, корхаан блакитний є моногамним птахом і пара зберігається протягом усього життя.